# Božena Němcová

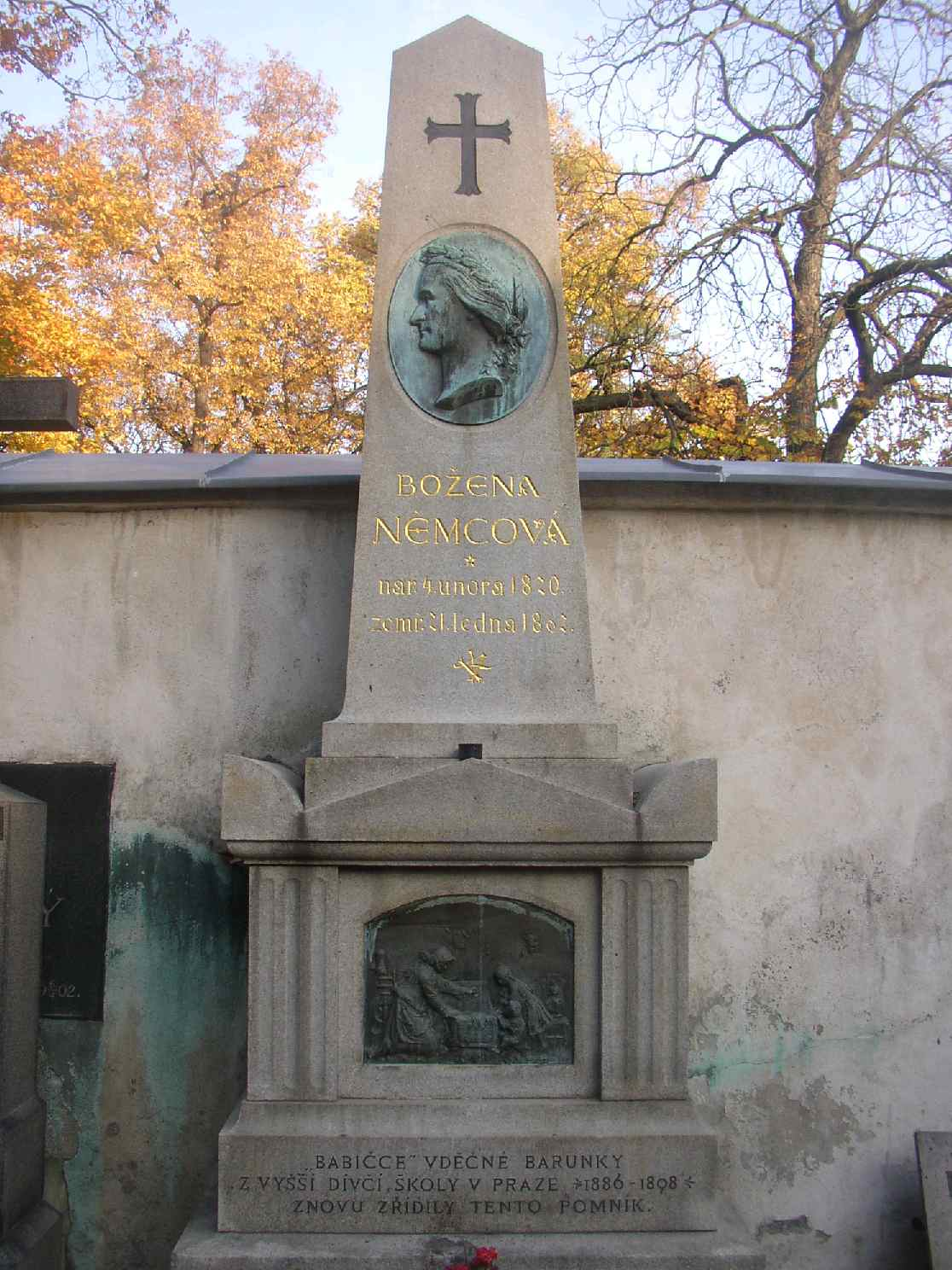
Tumba de Božena Němcová

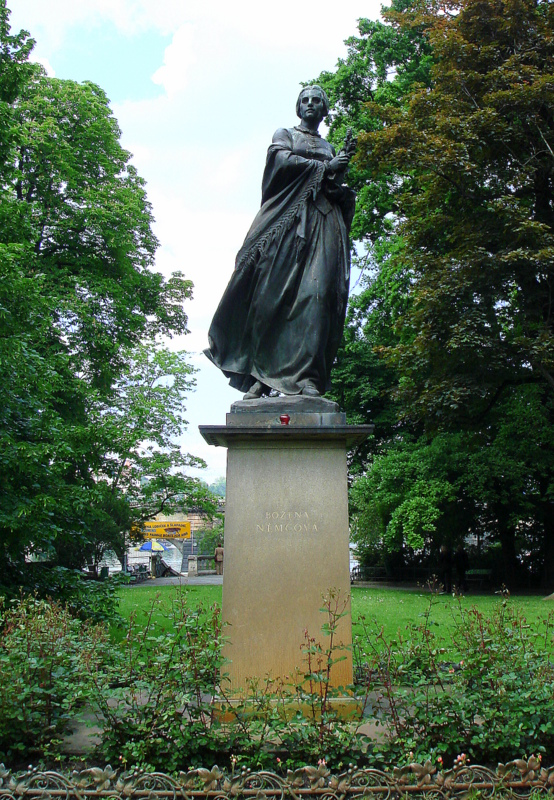
Estatua de Božena Němcová en Praga

Božena Němcová (pronunciado en checo AFI: ['bo.ʒɛ.na 'ɲɛm.t͡so.vaː], Viena, 4 de febrero de 1820-Praga, 21 de enero de 1862) fue una de las más importantes novelistas checas del comienzo del Realismo y es conocida fundamentalmente por su novela Babička (La abuela, 1855). Está considerada como una de las figuras más destacadas del movimiento del renacimiento nacional checo.

## Trayectoria
De origen humilde (era hija de un cochero y una criada, ambos pertenecientes a la servidumbre de   Wilhelmine von Sagan, duquesa de Sagan), Božena Němcová en toda su vida pasó apuros económicos. A los 17 años se casó con Josef Nemec, un funcionario estatal que la superaba en edad.
Fue Božena una incansable activista del nacionalismo checo, que tenía por objeto la secesión de este pueblo del seno del Imperio austrohúngaro, razón por la cual sufrió represalias políticas en un periodo en que, tras el fracaso de la revolución de 1848, la monarquía austríaca se rigió por un ideario absolutista. Su marido, también patriota checo, fue destituido de su cargo, lo que provocó que el matrimonio se viera despojado de sus medios de subsistencia.
Murió en Litomyšl víctima del cáncer antes de cumplir los cuarenta y dos años de edad, y sus restos reposan en el cementerio de Vyšehrad. En su honor, la Unión Astronómica Internacional puso su nombre a un cráter de Venus y al asteroide (3628) Božněmcová.

## La abuela
Pese a las dificultades de su vida, Božena Němcová logró concluir su novela La abuela en 1854, obra a la que debe su fama como escritora. En ella se dibuja un fresco de la vida del campo checo, en el que volcó sus recuerdos de infancia. La abuela es un carácter esencialmente bueno y de espíritu optimista. Utiliza un lenguaje popular pero no exento de variedad y viveza. Esta novela es la más leída de la literatura checa, como corroboran sus más de trescientas cincuenta ediciones, incluyendo la versión al español de 1925.
La historia narrada por Božena fue leída en la adolescencia por Franz Kafka. En ella narra las difíciles relaciones entre el castillo, donde se habla alemán, y la aldea checa que depende de éste. Dicho castillo está gobernado por una princesa a la vez amable e inaccesible, pues además de su marcado absentismo hay una serie de criados que se interponen entre ella y los campesinos. Un joven cortesano, Sortini, persigue a la hija del posadero, y de ahí se deriva una de las tramas del relato.

## Obra

### Poesía
- Slavné ráno
- Ženám českým
- Moje vlast

### Cuentos
- Baruška (1853)
- Cesta z pouti
- Čtyry doby ou Čtyři doby
- Devět křížů
- Divá Bára (1856)
- Dlouhá noc
- Dobrý člověk (1858)
- Domácí nemoc
- Dopisy z lázní Františkových
- Hospodyně na slovíčko
- Chudí lidé
- Chyže pod horami
- Karla (1855)
- Národní báchorky a pověsti
- Obrázek vesnický
- O dvanácti měsíčkách
- Pan učitel
- Pomněnka šlechetné duše
- Rozárka
- Selská politika
- Sestry (1855)
- Silný Ctibor
- Slovenské pohádky a pověsti

### Novelas
- Babička (1855)
- Pohorská vesnice (1855)
- V zámku a v podzámčí (1858)

### Historias de viajes
- Z Uher
- Vzpomínky z cesty po Uhrách
- Obrazy ze života slovenského
- Kraje a lesy na Slovensku

### Traducciones
- Bára l'enfant sauvage, Praga, Orbis, 1922.
- Grand'mère, Prague, Musée de la littérature tchèque et la Commission, 1961.
- Babitchka, Ginebra, ed. Zoé, 2008.